# Departament de Río San Juan
El Departament de Río San Juan és un departament de Nicaragua. Es va constituir en 1957, de territori de Chontales i Zelaya. La seva superfície és de 7.473 km² i té una població de 95.500 habitants (cens de 2005). La seva capital és San Carlos. El departament també inclou l'arxipèlag de Solentiname i el riu San Juan, del que pren nom.

## Història
El 13 de juny de 1949 es declara la creació del departament de Río San Juan -segregat del departament de Chontales- fixant-se com la seva capçalera departamental a la ciutat de San Carlos més els municipis de Morrito, San Miguelito i Sat Juan del Norte.

## Geografia
Aquest departament ocupa l'escaira sud-est de Nicaragua, limitant al nord amb el departament de Chontales, al sud amb la república de Costa Rica, a l'est amb la Regió Autònoma de l'Atlàntic Sud (RAAS) i el Mar Carib, i a l'oest amb el Gran Llac de Nicaragua o Cocibolca i el departament de Rivas.

## Divisió administrativa

### Municipis
1. El Almendro
2. El Castillo
3. Morrito
4. San Carlos
5. San Juan del Norte
6. San Miguelito